# Bryan Foy

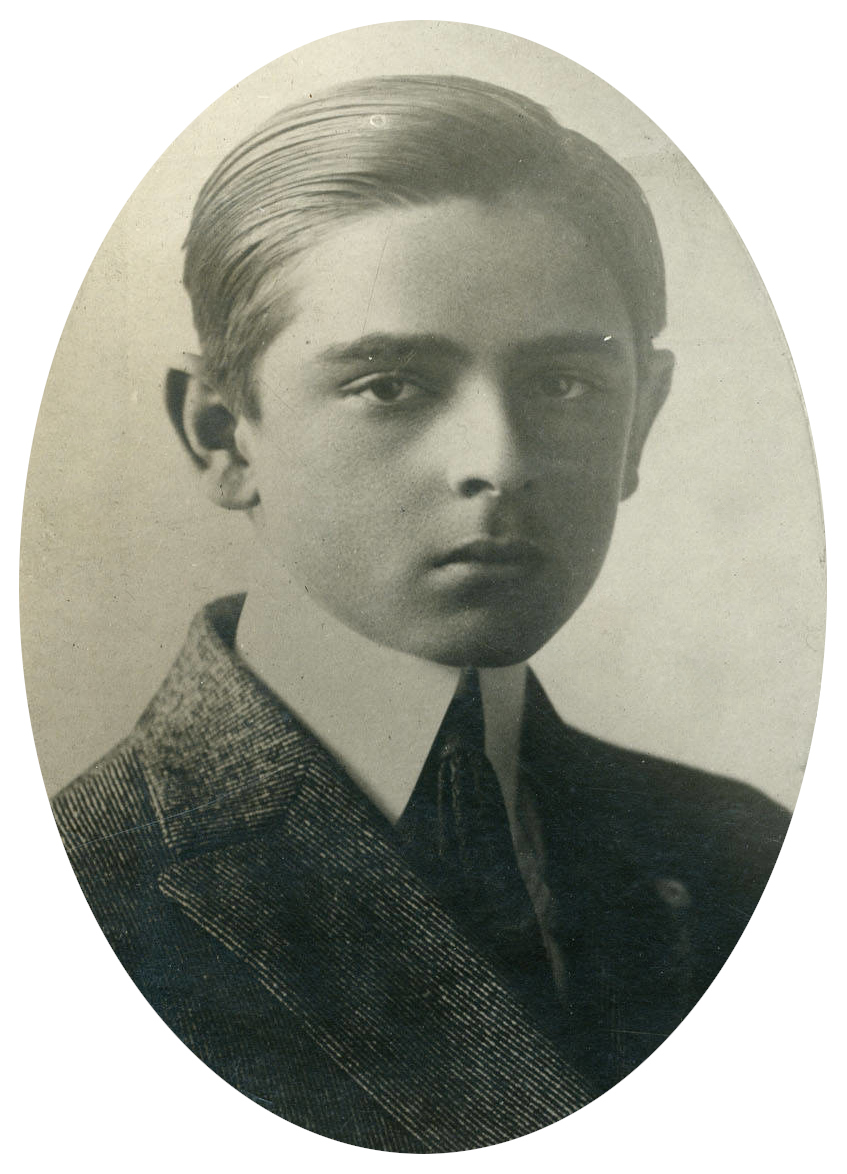
Bryan Foy in jungen Jahren (um 1914)

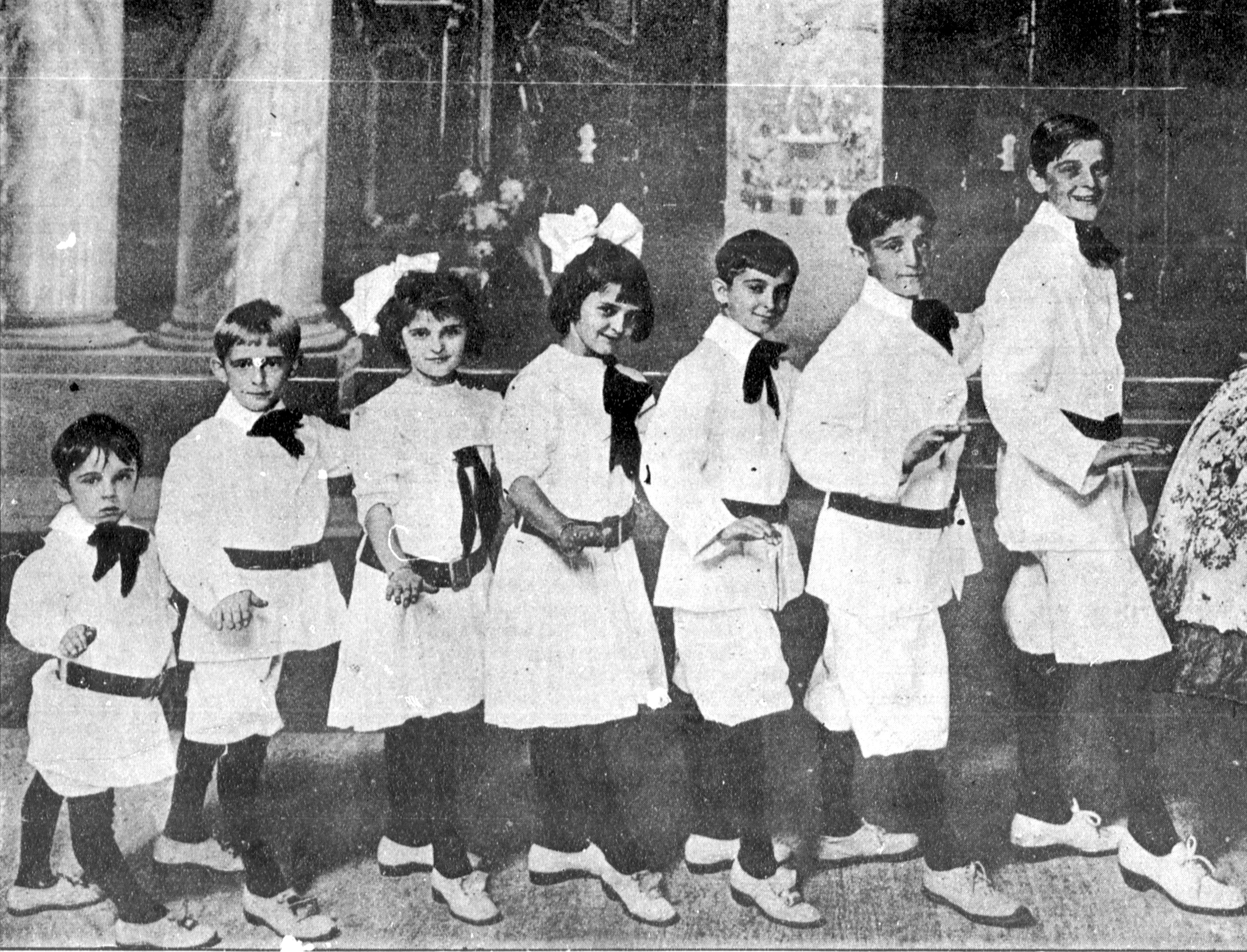
Bryan Foy (rechts) mit seinen jüngeren Geschwistern als Seven Little Foys (1915)

Bryan Foy (* 8. Dezember 1896 in Chicago, Illinois; † 20. April 1977 in Los Angeles, Kalifornien) war ein US-amerikanischer Filmproduzent, Regisseur, Drehbuchautor und Schauspieler.

## Leben und Karriere
Bryan Foy wurde als Sohn des bekannten Vaudeville-Darstellers Eddie Foy (1856–1928) und seiner Ehefrau Madeline (1869–1918) geboren. Er stand schon früh neben seinem Vater auf der Bühne und erlangte gemeinsam mit seinen Geschwistern in den 1910er-Jahren nationale Bekanntheit, als er mit ihnen unter dem Namen Seven Little Foys auf zahlreichen Bühnen in den Vereinigten Staaten auftrat. 1915 drehten die Geschwister den Film A Favorite Fool, was Bryans ersten Kontakt zum Filmgeschäft darstellte.
Nach seinem Dienst im Ersten Weltkrieg kehrte er nicht zur Schauspielerei zurück, sondern wandte sich dem Filmgeschäft hinter der Kamera zu. In den 1920er-Jahren war er Regisseur und Produzent zahlreicher Kurzfilme, vor allem für die Fox Film Corporation. 1926 wechselte er zu Warner Brothers, wo er sich ausführlich mit dem Vitaphone-Verfahren auseinandersetzte. Im Jahr 1927 schrieb er am Drehbuch der Buster-Keaton-Komödie Der Musterschüler mit. Seinen Platz in der Filmgeschichte fand Foy als Regisseur des Kriminaldramas Lights of New York (1928) mit Helene Costello, der als erster vollständiger abendfüllender Tonfilm gilt (frühere Tonfilme in Spielfilmlänge wie Der Jazzsänger, 1927, hatten noch teilweise stumme Szenen). 1929 führte er bei dem deutschsprachigen Versionenfilm Die Königsloge mit Alexander Moissi und Camilla Horn in den Hauptrollen Regie. Trotz seiner Pionierarbeit für den Tonfilm blieb ihm die große Anerkennung als Regisseur verwehrt und er drehte bereits Anfang der 1930er-Jahre wieder nur vor allem kostengünstige Kurzfilme.
In den 1930er-Jahren wechselte Foy vom Regiefach zur Filmproduktion. Er wurde bei Warner Brothers zum Chef der B-Movie-Abteilung und erhielt den Spitznamen „Keeper of the B’s“. Bis auf einen Aufenthalt bei 20th Century Fox in den 1940ern verblieb er für den Rest seiner Karriere bei Warner Brothers. Zu den bekanntesten Produktionen Foys zählen der Film noir Schritte in der Nacht (1948) und der 3D-Horrorfilm Das Kabinett des Professor Bondi (1952). Für seinen antikommunistischen Film noir I Was a Communist for the FBI erhielt der Produzent im Jahr 1952 eine Oscar-Nominierung für den Besten Dokumentarfilm. 1963 zog sich Foy nach Patrouillenboot PT 109, eine seiner wenigen A-Produktionen, aus dem Filmgeschäft zurück.
Mit seiner Frau, der Schauspielerin Vivian Edwards (1896–1949), war er von 1926 bis zu ihrem Tod verheiratet. Sie hatten eine Adoptivtochter. Er starb 1977 im Alter von 80 Jahren in Los Angeles nach einem Herzinfarkt. In dem Spielfilm Komödiantenkinder (The Seven Little Foys, 1955) über die Familie Foy wurde Bryan von Billy Gray dargestellt.

## Filmografie (Auswahl)

### Als Schauspieler
- 1915: A Favorite Fool
- 1933: Elysia (Valley of the Nude)

### Als Regisseur (Auswahl)
- 1923: Somebody Lied (Kurzfilm)
- 1927: The Night Court (Kurzfilm)
- 1928: Lights of New York
- 1929: Baby Rose Marie the Child Wonder (Kurzfilm)
- 1929: Die Königsloge
- 1930: The Happy Hottentots (Kurzfilm)
- 1931: Stout Hearts and Willing Hands (Kurzfilm)
- 1932: Mind Doesn’t Matter (Kurzfilm)

### Als Drehbuchautor (Auswahl)
- 1924: William Tell (Kurzfilm)
- 1924: Robinson Crusoe (Kurzfilm)
- 1927: The Fortune Hunter
- 1927: Der Musterschüler (College)

### Als Produzent (Auswahl)
- 1924: William Tell (Kurzfilm)
- 1928: Lights of New York
- 1936: The Case of the Black Cat
- 1937: The Case of the Stuttering Bishop
- 1938: Schule des Verbrechens (Crime School)
- 1939: King of the Underworld
- 1939: Das zweite Leben des Dr. X (The Return of Dr. X)
- 1939: Nancy Drew… Reporter
- 1942: The Undying Monster
- 1943: Guadalkanal – die Hölle im Pazifik (Guadalcanal Diary)
- 1943: Laurel und Hardy – Die Tanzmeister (Dancing Masters)
- 1945: Laurel und Hardy – Die Stierkämpfer (The Bullfighters)
- 1947: Der rote Teufel (The Red Stallion) (als Produktionsleiter)
- 1948: Schritte in der Nacht (He Walked By Night)
- 1948: Rebellion im grauen Haus (Canon City)
- 1948: Der Mann mit der Narbe (Hollow Triumph)
- 1949: Die Menschenfalle (Trapped)
- 1950: 6.6. 6 Uhr 30 – Durchbruch in der Normandie (Breakthrough)
- 1950: Der Panther (Highway 301)
- 1950: Juwelenraub um Mitternacht (The Great Jewel Robber)
- 1951: Ich war FBI Mann M.C. (I Was a Communist for the F.B.I.)
- 1951: Meuterei im Morgengrauen (Inside the Walls of Folsom Prison)
- 1952: Der König der Wildnis (The Lion and the Horse)
- 1952: Die Heilige von Fatima (The Miracle of Our Lady of Fatima)
- 1953: Von der Polizei gehetzt (Crime Wave)
- 1953: Das Kabinett des Professor Bondi (House of Wax)
- 1954: Der wahnsinnige Zauberkünstler (The Mad Magician)
- 1955: Revolte im Frauenzuchthaus (Women’s Prison)
- 1958: Der blonde Köder (The True Story of Lynn Stuart)
- 1961: Planskizze Boston-Bank (Blueprint for Robbery)
- 1963: Patrouillenboot PT 109 (PT 109)